# Вацлав Ганка
Ва́цлав Га́нка (чеськ. Václav Hanka; нар. 10 червня 1791 — 12 січня 1861) — чеський філолог, поет, громадський діяч.
Навчався спочатку у Празькому університеті (з 1809), а згодом вивчав право у Віденському університеті (1813–1814). У 1815 став першим бібліотекарем Празького музею і до кінця свого життя працював на цій посаді. Викладав старослов'янську і російську мови у Карловому університеті (Прага) (з 1848).
Сприяв зміцненню культурних контактів чехів з іншими слов'янськими народами. Був обраний членом Товариства російської історії та старожитностей. Прибічник панславізму, активний москвофіл, за що отримував від царського уряду грошову підтримку та нагороди. Перекладач українських пісень, переклав на чеську мову «Слово о полку Ігоревім».
Вацлаву Ганці приписують підробку Краледворського і Зеленогорських рукописів. Вважають, цю підробку зробив з добрими намірами — пробудити свій народ до національного відродження. Ці праці виконували свою роль півстоліття, поки в кінці ХІХ ст. Ян Гебауер не звинуватив Ганку в підробці цих рукописів і доводив це з допомогою філологічного аналізу.
Український переклад поезії Вацлава Ганки здійснив Павло Грабовський, яка опублікована у збірці «З чужого поля» в 1895 році.

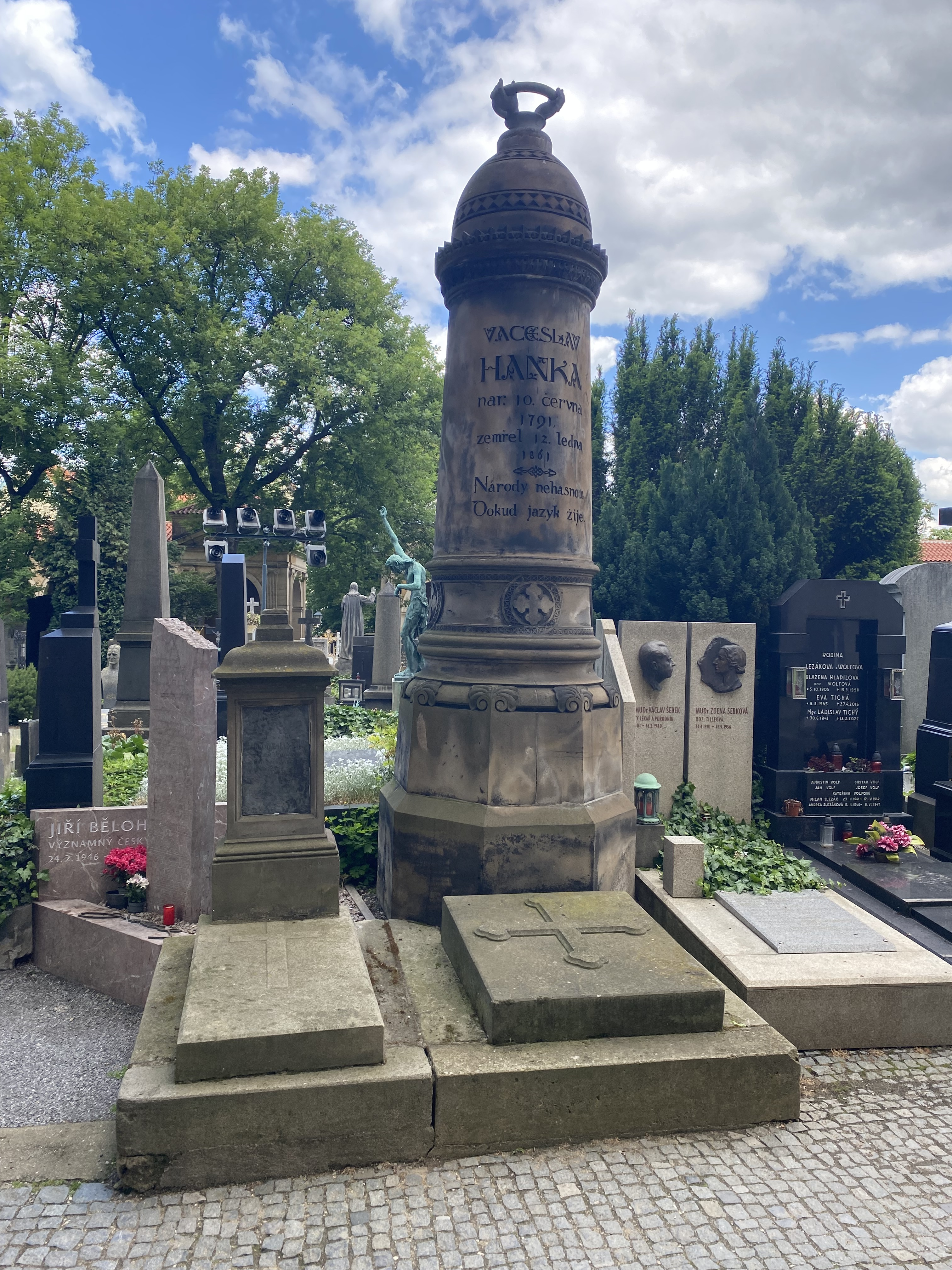
Могила Вацлава Ганки